# François Uzureau
François Constant Uzureau, né le 31 octobre 1866 à La Jumellière (Maine-et-Loire) et mort le 27 mars 1948 à Angers (Maine-et-Loire), est un prêtre catholique, chanoine, historien spécialiste de la guerre de Vendée.

## Biographie
Il est le fils de François Uzureau (1837-1921) et de Joséphine Fremondière (1845-1930).
Il est ordonné prêtre le 20 décembre 1890, aumônier du Champs des martyrs d’Avrillé et en 1902 de la prison d’Angers. Professeur à l’école des hautes études de Saint-Aubin d’Angers.
Cet infatigable dépouilleur d'archives a produit pendant près d'un demi-siècle une somme considérable de publications, des livres mais aussi des articles, dont un grand nombre ont paru dans les deux revues qu'il a fondées. Il est, avec Célestin Port, l'un des premiers à consulter les sources relatives aux Guerres de Vendée, son sujet de prédilection, aux Archives départementales du Maine-et-Loire.
Il est fondateur et directeur des revues l’Anjou Historique et Andegaviana,, il a publié soixante-dix ouvrages, la plus grande partie sur le sujet des persécutions révolutionnaires pendant la guerre de Vendée.

## Publications
François Uzureau a écrit quelques articles pour le bulletin de la société des sciences, lettres et arts de Cholet (SLA), dont :
- L'évêque de La Rochelle et les paroisses angevines de ce diocèse 1739-1740 (1907, pages 344 à 364 et 1908, pages 43 à 63) ;
- Mme Turpault de Cholet fusillée au champ-des-Martyrs d'Angers (1911, imprimerie F. Gaultier à Cholet)
- Les élections des administrateurs du district de Cholet - juin 1790 (1912, pages 173 à 190) ;
- Les députés angevins et leurs commettants - 1789 (1913, pages 29 à 42) ;
- Les paroisses angevines du doyenné de Saint-Laurent-sur-Sèvre en 1662 (1923, pages 83 à 95) :
- La Vendée angevine après le 18 fructidor (1924, pages 75 à 85) ;
- Le clergé de Chemillé pendant la Révolution (1925, pages 57 à 82) ;
- Le bienheureux Noël Pinot (1926, pages 79 à 106).

Il s'est aussi intéressé à l'histoire de Saumur et de sa région dont il a écrit de nombreux articles dans le bulletin de la Société des lettres, sciences et arts du Saumurois, parmi lesquels (non exhaustif) :
- Le Saumurois en 1789, divisions ecclésiastiques, militaires, judiciaires et administratives (n°3, mars 1901, pp. 19-25)
- Les collèges du Saumurois au XVIIIe siècle (n°4, juillet 1911, pp. 22-28)
- La bibliothèque de Saumur sous la Restauration (n°8, juillet 1912, pp. 83-84)
- M. Pironneau, Prieur-Curé d’Artannes, guillotiné à Saumur (n°18, janvier 1916, pp. 59-69)
- Les cahiers de doléances de Coutures (n°25, avril 1921, pp. 58-61)
- Les Fêtes nationales à Doué (1790-1793) (n°34, juillet 1923, pp. 8-13)

La plupart de ces articles sont disponibles en version numérisée sur la plateforme Gallica.

## Sources
- Dictionnaire historique de Maine-et-Loire, Célestin Port, Uzureau (Chanoine François-Constant), version révisée (URSE-UZUR), 1996[9].